# Władysław Sikorski
Władysław Eugeniusz Sikorski (Tuszów Narodowy, Galicië, Oostenrijk-Hongarije, 20 mei 1881 - Gibraltar, 4 juli 1943) was een Pools politiek en militair leider.
In 1921 werd Sikorski commandant van het Poolse leger en in 1922 werd hij premier. 
In 1934 publiceerde hij zijn boek Modern Warfare eerst in het Frans en vervolgens in 1943 in het Engels. Hierin stonden ideeën die vooruitliepen op de latere Blitzkrieg. 
Tijdens de Tweede Wereldoorlog was hij premier van Polen, in de regering in ballingschap in Londen, vanaf 1940. 
In 1941, na de Duitse aanval op de Sovjet-Unie, tekende Sikorski een overeenkomst met Ivan Mayski, de Sovjetambassadeur in Londen, over de vrijlating van de vele Poolse krijgsgevangen in de Sovjet-Unie (Sikorski-Mayski overeenkomst). Ruim 82.000 soldaten werden vrijgelaten (van de originele 300.000) om vervolgens een epische tocht te ondernemen via Kazachstan en Iran naar Palestina waar het Poolse Tweede Korps werd geformeerd. Toen werd ook duidelijk dat er tienduizenden, voornamelijk, officieren al sinds 1940 vermist werden. Sikorski vroeg de Sovjets om opheldering maar kreeg geen sluitend antwoord. 
Op 4 juli 1943 stortte hij onder verdachte omstandigheden neer in de Straat van Gibraltar met een vliegtuig. Sikorski en de overige inzittenden kwamen hierbij om het leven. Alleen de Tsjechische piloot, luitenant Prchal, overleefde het ongeluk. Volgens eigen zeggen reageerde het vliegtuig direct na opstijgen niet op de besturing en stortte het in ondiep water nabij de startbaan neer. Het vliegtuig kwam redelijk intact op zijn rug terecht. Vijf lichamen, waaronder dat van Sikorski's dochter, zijn opmerkelijk genoeg nooit teruggevonden. Sikorski's lichaam vertoonde geen bijzondere beschadigingen die consistent zouden zijn met de krachten die optreden bij een vliegtuigongeluk. Wel vertoonde zijn hals kenmerken die overeenkwamen met wurging. Toevalligerwijs stond naast Sikorski's vliegtuig tijdens de tussenstop in Gibraltar (Sikorski was op de weg terug naar Londen na een inspectie van Poolse troepen in het Midden-Oosten) het vliegtuig van de Sovjet-Ambassadeur in Londen, Ivan Mayski. Een ander toeval was dat het hoofd van de Britse geheime dienst in Spanje en Gibraltar ten tijde van het ongeluk dubbelspion Kim Philby was.
Er deden aldus later veel complottheorieën de ronde over de toedracht van dit ongeluk. Sikorski en zijn metgezellen zouden al vermoord zijn voordat het vliegtuig neerstortte, Sikorski's dochter zou in 1945 door een Armia Krajowa agent in de goelag's in Siberië gezien zijn. Een andere theorie zei dat Kim Philby en/of leden van Mayski's gezelschap Sikorski's vliegtuig onklaar hadden gemaakt: de veiligheid op het vliegveld van Gibraltar was notoir laks. Luitenant Prchal, die bekendstond dat hij nooit reddingsvesten droeg, droeg er wel één tijdens het ongeluk. 
Feit is dat Sikorski's dood Stalin en in zekere zin ook Winston Churchill goed uitkwam; Polen verloor op een kritiek moment een leider met veel gezag in geallieerde kringen en één die niet terugdeinsde voor de confrontatie met de Sovjet-Unie. Dit laatste werd steeds meer een doorn in het oog voor de westelijke geallieerden, met name door de steeds (in 1943) dringend wordende vraag hoe de grenzen in het naoorlogse Centraal- en Oost-Europa getrokken zouden worden. Daarnaast speelde ook de kwestie Katyn. De opvolger van Sikorski, Stanisław Mikołajczyk, miste het charisma en de invloed van zijn voorganger en kon niets veranderen aan de besluiten inzake Polen.
Sikorski werd op 16 augustus 1943 begraven in Newark, vlak bij Londen, en op 17 september 1993 werd hij opnieuw begraven in Wawel, Kraków, in Polen.